# براين جونز (لاعب كرة قدم مواليد 1938)
براين جونز (بالإنجليزية: Bryn Jones)‏ هو لاعب كرة قدم بريطاني في مركز ظهير ‏، ولد في 15 سبتمبر 1938 في بارنسلي في المملكة المتحدة. لعب مع نادي بارنسلي ونادي يورك سيتي.